# Andrzej Zaucha
Pour les articles homonymes, voir Andrzej Zaucha (musicien).
Andrzej Zaucha (né en 1967 à Zakliczyn près de Tarnów) –  journaliste et écrivain polonais, auteur de nombreux reportages sur la Russie et la guerre en Tchétchénie. À partir de 1997 correspondant à Kiev et Moscou du quotidien polonais « Gazeta Wyborcza ». À l'heure actuelle journaliste de la télé privée TVN (Pologne). L'auteur du livre « Moscou. Nord-Ost » (Moskwa. Nord-Ost, 2003), le reportage documentaire le plus connu sur la prise d'otages dans le théâtre « Nord-Ost » à Moscou en octobre 2002.